# Иосиф, Штефан Октавиан

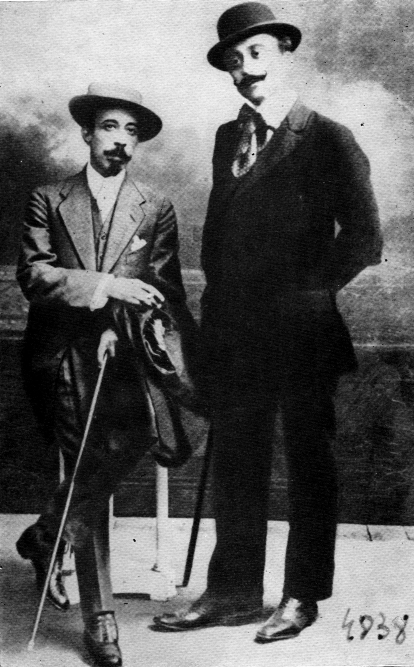
Ш. О. Иосиф и Димитрие Ангел (слева)

Штефан Октавиан Иосиф (рум. Ștefan Octavian Iosif; 11 сентября 1875, Брашов, Австро-Венгрия, — 22 июня 1913, Бухарест, Румыния) — румынский поэт и переводчик. Один из основателей Общества писателей Румынии.

## Биография
Учился в Брашове и Сибиу, продолжил образование в Париже. Во время пребывания во Франции встретил и подружился с Димитрие Ангелом, в соавторстве с которым позже написал ряд произведений.
Вернувшись на родину, вместе с Димитрие Ангелом и Эмилем Гарляну создал в Бухаресте «Общество румынских писателей» (1908, Societatea Scriitorilor Români). Сотрудничал с литературным журналом Sămănătorul.
Его дружба с Димитрие Ангелом резко прервалась после того, как два литератора влюбились в одну и ту же женщину, Наталию Негру. Она сначала вышла замуж за Ш. О. Иосифа, но развелась с ним, чтобы вступить в повторный брак с Д. Ангелом. В 1914 году Димитрие Ангел застрелился, доведённый до отчаяния её изменами. Годом ранее в больнице в Бухаресте умер от сердечного приступа Ш. О. Иосиф. Похоронен на кладбище Беллу.

## Творчество
Ш. О. Иосиф — поэт-символист, видный представитель направления в румынской поэзии, которое можно назвать реалистическим, поскольку в центре внимания его творчества находится социальная личность, крестьянин, его жизнь, мироощущение.
В своих стихах, наполненных меланхоличными и элегическими тонами, описывает пейзажи родной земли с её историческими и фольклорными традициями, красочную и оживленную жизнь своего родного города. В своих последних стихах с тихим отчаянием изложил историю своей любви к Наталии Негру, которая оставила его ради друга Д. Ангела.
Занимался переводами с арумынского языка.

## Избранные произведения
- Versuri (1897),
- Patriarhale (1901),
- Romanțe din Heine (1901),
- Poezii (1902),
- Din zile mari (1905),
- Credințe (1905),
- Cântece (1912).
- Cântec de primăvară